# Robert Neal Rodriguez
Robert Neal Rodríguez (1950 – 15 de mayo de 1992) fue un asesino en serie y expolicía estadounidense, responsable de los asesinatos de dos chicas y una mujer en Florida en 1984 y 1992, respectivamente. Aunque nunca fue acusado de los asesinatos, dejó una nota en la que confesaba los crímenes cuando se suicidó en Nuevo México.

## Biografía

### Primeros años
Nacido como el hijo de un veterano de la Fuerza Aérea de los Estados Unidos con 22 años de antigüedad, Rodríguez asistió a varias escuelas diferentes mientras crecía en Florida, Georgia y Alabama. Se graduó de la escuela secundaria en Fort Walton Beach, y luego asistió al Okaloosa-Walton Junior College antes de inscribirse en la Universidad Brigham Young, en Provo, Utah, donde se volvió mormón.
Tras pasar dos años en Guatemala como misionero mormón, Rodríguez se licenció en Orden Público de la Universidad Brigham Young, y a continuación fue contratado por el Buró de la Policía de Portland en marzo de 1975, pero renunció después de dos años. Rodríguez se trasladó a Tallahassee, Florida, con su madre y asistió a la Universidad Estatal de Florida, mientras trabajaba como pintor de carteles y conserje. También era miembro activo de la Iglesia Unida, donde impartía sermones de vez en cuando.

### Asesinatos
En junio de 1984, Valerie Hunt, de 22 años, estudiante del Instituto Comunitario de Tallahassee, desapareció de un centro comercial. No se encontró ningún rastro de ella sino hasta tres meses después, cuando sus restos óseos fueron encontrados en un sumidero en el condado de Wakulla.
El 27 de marzo de 1992, dos chicas de 16 años, Megan Carr y Cherish DeSantis, de Thomasville, Georgia, fueron encontradas muertas en una playa aislada de Alligator Point por un agente de policía y su esposa. Las chicas, que habían viajado para pasar un día en la playa y seguían con los trajes de baño, tenían dos disparos en la cabeza. Los cuerpos no mostraban señales de lucha, tampoco se apreciaban indicios de agresión sexual o de robo, puesto que sus bolsos y objetos de valor estaban intactos.

## Investigación, suicidio y descubrimiento
Cuando se encontraron los cuerpos, el Grupo Especial de Homicidios de Alligator Point siguió más de 100 posibles pistas. La madre de Rodríguez falleció durante este tiempo, y él desapareció de su apartamento el 5 de mayo, poco después de ser interrogado por su auto, el cual tenía una placa robada de Utah. Luego procedió a escribir dos cartas, una dirigida al Departamento de Aplicación de la Ley de Florida (FDLE, por sus siglas en inglés) y otra para el Arizona Daily Sun, antes de poner fin a su vida mediante el uso de cianuro en una parada de la Interestatal 40 en Nuevo México.
Al final, las autoridades decidieron revisar su auto en relación con su placa, encontrando el cuerpo de Rodríguez durante el registro, junto con un frasco con polvo blanco y una nota de advertencia en el auto, el cual se parecía al que se vio el día de los asesinatos de las chicas. La carta entregada al agente Delbert McGarvey del FDLE tenía una confesión detallada sobre sus motivos para el asesinato: no consiguió violar a sus víctimas, así que las mató para no ser atrapado.

## En los medios de comunicación
El programa de Investigation Discovery Swamp Murders tiene un episodio en el que se detallan los crímenes cometidos por Rodríguez.